# Kulturpalast der AChBK

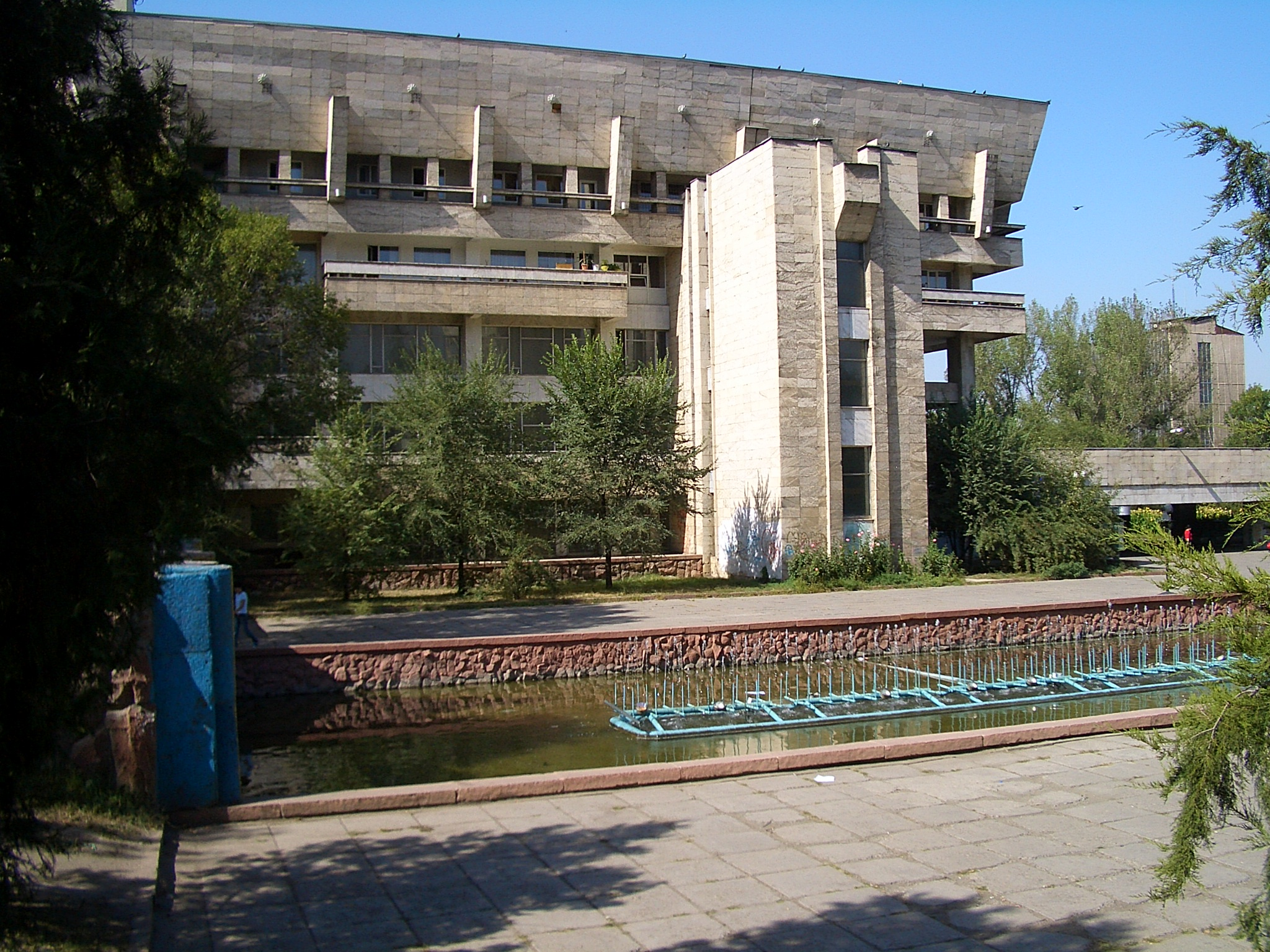
Ehemaliger Kulturpalast der Baumwollspinnerei Alma-Ata (2007)

Der ehemalige Kulturpalast der AChBK (kasachisch Дворец культуры АХБК) war der Kulturpalast der Baumwollspinnerei Almaty (AChBK) in Almaty in Kasachstan. Das Gebäude beherbergt heute das Staatliche Akademische Russisches Theater für Kinder und Jugendliche N. Saz. Das Bauwerk wurde 1981 nach Entwürfen der Architektinnen A. Petrowa, S. Mustafina und G. Schakipowa errichtet. Die zuständigen Ingenieure waren G. Stulow und G. Nikitin. Für die künstlerische Ausstattung waren Juri Funkurineo und Wladimir Twerdochlebow verantwortlich. Das Gebäude ist sowohl architektonisch als auch von der künstlerischen Ausstattung eine der herausragendsten Arbeiten der sozialistischen Moderne in Kasachstan.
Das Gebäude war ein zentraler Anlaufpunkt für die Arbeiter der Baumwollspinnerei. Ein Großteil des kulturellen Lebens fand dort statt, so wurden dort zum Beispiel regelmäßig Theateraufführungen abgehalten, sowohl von Laien wie auch von berühmten Schauspielern und Sägern wie Alibek Dnischew, Rosa Baglanowa, Bibigul Tulegenowa, Walentina Tolkunowa und Gennadi Chasanow.
Nachdem das Unternehmen in den 1990er Jahren privatisiert wurde und anschließend insolvent gegangen ist, wurde der Kulturpalast aufgegeben. Seit dem Jahr 2000 befindet sich in dem Gebäude das Staatliche Akademische Russische Theater für Kinder und Jugendliche N. Saz.
Das Gebäude wurde am 3. September 1986 unter Denkmalschutz gestellt. 2010 wurden alle alten Denkmalstatus für ungültig erklärt und neu geprüft. Das Gebäude würde dabei erneut unter Denkmalschutz als Denkmal von lokaler Bedeutung gesetzt.
In den 2000er Jahren wurde der ursprüngliche Mosaikbrunnen entfernt und durch einen neuen sachlicheren Brunnen ersetzt.